# Écomusée de Lahamaide
L'écomusée de Lahamaide est un musée écologique du Pays des Collines en Belgique.

## Historique et descriptif
L'écomusée a été créé en 1975 dans le Pays des Collines pour présenter les traditions rurales. Le musée propose des pièces mises en scène à travers des objets propres à une époque. Celles-ci montrent leur évolution à travers les techniques et les outils. Ainsi, l'« Estaminet » recrée l'endroit convivial où il était plaisant de se retrouver autour d'une bière locale; les « Appentis du Plada » évoquent quelques-unes des nombreuses application du bois ainsi que les métiers qui s'y rapportent ; la « Forge » est un lieu de rencontres où se fabrique l'outil par le feu et est le témoin du travail du maréchal-ferrant ; la « Saboterie » fait revivre les ateliers des sabotiers qui étaient plusieurs au village à l'époque ; enfin le « Centre d'Interprétation de l'Agriculture » relate plus de 50 ans d'histoire et d'évolution des méthodes du travail agricole.
L'écomusée propose pour les groupes des programmes pédagogiques sur le lait, la laine, la vie quotidienne au début du XXe siècle, les métiers anciens et bien d'autres activités. Des expositions temporaires sont consacrées à des sujets liés à la vie rurale.
À côté du musée, se trouve la Maison Louise. Elle a conservé intact l'aménagement intérieur d'une fermette dans les années 1950. 
Une fabrique à tabac et une touraille, c'est-à-dire un séchoir à chicorée, s'y trouvent également. Ils rappellent l'importance de ces cultures au début du XXe siècle.